# DSVII (album de M83)
Albums de M83
Junk
(2016)
DSVII (abréviation de Digital Shades Vol. II ) est le huitième album studio du groupe de musique électronique français M83, sorti le 20 septembre 2019 par Naïve et Mute Records. C'est la suite de l'album Digital Shades Vol. 1, publié en 2007.  

## Contexte
Anthony Gonzalez a déclaré que l'album avait été inspiré par les jeux vidéo des années 1980 quand il vivait au Cap d'Antibes en 2017, rappelant les « jeux old school » « naïfs et touchants » ainsi que « simples et imparfaits ». Il a également été inspiré par les bandes sonores de films de science-fiction et de fantasy de cette décennie, ainsi que par la musique de synthétiseur de Suzanne Ciani, Mort Garson, Brian Eno et John Carpenter.  

## Enregistrement
Anthony Gonzalez a enregistré l'album entre 2017 et 2018 en utilisant uniquement du matériel analogique, dans son studio de Los Angeles et le studio du producteur Justin Meldal-Johnsen à Glendale, en Californie.  

## Réception critique
Chez Metacritic, qui attribue une note moyenne pondérée sur 100 de la synthèse des critiques, l’album obtient une note de 68, indiquant les "critiques généralement favorables".  

## Liste de piste
Adapté de Apple Music .  
| 1.    | Hell Riders                   | 6:47 |
| 2.    | A Bit of Sweetness            | 3:36 |
| 3.    | Goodbye Captain Lee           | 2:25 |
| 4.    | Colonies                      | 4:37 |
| 5.    | Meet the Friends              | 3:02 |
| 6.    | Feelings                      | 3:55 |
| 7.    | A Word of Wisdom              | 1:42 |
| 8.    | Lune de Fiel                  | 3:43 |
| 9.    | Jeux d'enfants                | 2:08 |
| 10.   | A Taste of the Dusk           | 3:51 |
| 11.   | Lunar Son                     | 2:45 |
| 12.   | Oh Yes You're There, Everyday | 5:05 |
| 13.   | Mirage                        | 2:46 |
| 14.   | Taifun Glory                  | 3:14 |
| 15.   | Temple of Sorrow              | 7:04 |
| 56:40 |                               |      |

## Classements
| Classement (2019)                     | Meilleure position |
| ------------------------------------- | ------------------ |
| Belgique (Classement des albums)      | 111                |
| France (SNEP)                         | 98                 |
| Écosse (Classement des albums)        | 81                 |
| États-Unis (BillboardIndependent)     | 24                 |
| États-Unis (BillboardDanceElectronic) | 14                 |